# Municipi de Brøndby
El municipi de Brøndby és un municipi danès situat al nord-est de l'illa de Sjælland, al nord de la badia de Køge, a la perifèria de Copenhaguen, abastant una superfície de 23 km². Amb la Reforma Municipal Danesa del 2007 va passar a formar part de la Regió de Hovedstaden, però no va ser afectat territorialment.
El municipi està dividit en tres ciutats: Brøndbyvester (Brøndby oest), Brøndbyøster (Brøndby est) i Brøndby Strand.

## Consell municipal
Resultats de les eleccions del 18 de novembre del 2009:
| Partit                      | vots | % vots |
| --------------------------- | ---- | ------ |
| Socialdemokratiet           | 5660 | 37,7   |
| Det Radikale Venstre        | 439  | 2,9    |
| Det Konservative Folkeparti | 1121 | 7,5    |
| Socialistisk Folkeparti     | 3080 | 20,5   |
| Lavere Skatter og Afgifter  | 53   | 0,3    |
| Dansk Folkeparti            | 2252 | 15,0   |
| Venstre                     | 1660 | 11,1   |
| Demokratiske Socialister    | 749  | 5,0    |

### Alcaldes
| Alcalde | Període               | Partit            |
| ------- | --------------------- | ----------------- |
| Ib Terp | 1-1-2007 a 31-12-2009 | Socialdemokratiet |
|         | 1-1-2010 a 31-12-2013 |                   |